# Pegas Fly
Ikar Airlines LLC, hoạt động với tên Pegas Fly, là một hãng hàng không Nga có trụ sở tại sân bay quốc tế Yemelyanovo Krasnoyarsk nhưng khai thác hầu hết các chuyến bay từ sân bay quốc tế Zhukovsky.

## Lịch sử
Ban đầu, công ty, sau đó hoạt động dưới thương hiệu Ikar, vận hành một đội máy bay trực thăng Mil Mi-8 cho các hoạt động vận chuyển hàng hóa trên không chủ yếu mang tải trọng cồng kềnh ra bên ngoài. Nó cũng chịu trách nhiệm tuần tra các vụ cháy rừng ở địa phương Magadan của Nga.
Vào năm 2013, hãng đã bắt đầu thuê một số máy bay dân dụng từ Nordwind Airlines và bắt đầu khai thác các chuyến bay thuê bao cho nhà điều hành tour du lịch Nga  Pegas Touristik .
Vào năm 2015, hãng hàng không đã trở thành thương hiệu để trở thành Pegas Fly, mặc dù thương hiệu đã được thay đổi, tên hợp pháp của các hãng hàng không được giữ nguyên là Ikar Airlines.